# Дети природы (Малайзия)
Дети природы (малайск. Anak Alam) — движение молодых деятелей искусств в Малайзии в 1970-е гг.
Осн. 1 мая 1974 г. Создание стало реакцией молодых художников, писателей и артистов на технизацию жизни. В Манифесте, написанном поэтом Латифом Мохидином, говорится, что в условиях, когда «зелень сменяется на кирпич и стекло», когда «усиливается власть машин», а «люди все меньше понимают, что такое искусство», задачей молодого поколения является вернуть людей к природе артистическими средствами.
Среди участников движения поэт Абдул Гафар Ибрагим, художник Зулкифли Дахлан (1952—1977), поэтесса и художница Сити Зайнон Исмаил, режиссёр Хатта Азад Кхан, режиссёр и драматург Джохан бин Джаафар, актёр и режиссёр Омар Абдуллах, художник Мустафа Хаджи Ибрагим, актёр Халид Саллех (1948—2018), драматург, актёр и режиссёр Закария Ариффин, музыкант Сани Судин, театральный деятель и писатель Ладин Нуави, художник Мазлан Нур Алонг и др..
Они проводили выставки, устраивали новаторские постановки («Станция» Хатты Азада Кхана, «Горбун из Танджунг-Путри» Шахрома Хуссейна", 1979), выступали с чтением стихов и т. п..
В 1980-е гг. движение постепенно сошло на нет, но оставило значимый след в развитии малайзийской культуры, многие из его участников стали в дальнейшем известными в Малайзии деятелями культуры и искусства.